# Microselia forsiusi
Microselia forsiusi är en tvåvingeart som först beskrevs av Schmitz 1927.  Microselia forsiusi ingår i släktet Microselia och familjen puckelflugor.
Artens utbredningsområde är Finland. Arten har ej påträffats i Sverige. Inga underarter finns listade i Catalogue of Life.